# Сара Аутвейт-Тейт
Сара Аутвейт-Тейт  (англ. Sarah Outhwaite-Tait, 23 січня 1983) — австралійська веслувальниця, олімпійська медалістка.
Чемпіонка світу.

## Виступи на Олімпіадах
| Олімпіада   | Дисципліна                      | Місце |
| ----------- | ------------------------------- | ----- |
| Афіни 2004  | вісімка розстібна зі стерновим  | 6     |
| Пекін 2008  | вісімка розстібна зі стерновим  | 6     |
| Лондон 2012 | двійка розстібна без стернового | 2     |